# Ligue des droits et libertés
La Ligue des droits et libertés (LDL) est « un organisme à but non lucratif, indépendant et non partisan, qui vise à faire connaître, à défendre et à promouvoir l’universalité, l’indivisibilité et l’interdépendance des droits reconnus dans la Charte internationale des droits de l’homme. »
Fondée le 29 mai 1963 à Montréal (Québec, Canada) par F.R. Scott, Thérèse Casgrain, Pierre Elliott Trudeau, Jacques Hébert, Gérard Labrosse et J.Z. Léon Patenaude, l'organisme se nomme au départ la Ligue des droits de l'homme, jusqu'en 1978 . La ligue est actuellement affiliée à la Fédération internationale pour les droits humains.
Une section est affiliée à l'organisme dont le siège social se situe à Montréal, celle de Québec.
Tout au long de son histoire, la Ligue des droits et libertés a participé à différentes luttes contre la discrimination et les abus de pouvoir, pour la défense des droits civils, politiques, économiques, sociaux et culturels. Son action a influencé plusieurs politiques gouvernementales et a contribué à la création d’institutions vouées à la défense et à la promotion des droits humains.
Elle a ainsi participé activement à l’adoption de la Charte des droits et libertés de la personne du Québec, la création de la Commission des droits de la personne et des droits de la jeunesse et plus tard, à la création du Tribunal des droits de la personne, à la reconnaissance des droits des personnes réfugiées et immigrantes, à l’abolition de la peine de mort, à la démocratisation de l’accès à la justice, à la création du régime de l’aide juridique et à la mise en place du système de protection de la jeunesse, pour ne nommer que les contributions les plus marquantes.
Depuis sa fondation, ses actions visent l’ensemble de la population de même que certains groupes placés, selon différents contextes, en situation de vulnérabilité: personnes réfugiées et immigrantes, autochtones, femmes, personnes ayant des limitations fonctionnelles, personnes assistées sociales, etc.
La Ligue des droits et libertés prend position et intervient auprès des instances gouvernementales ou autres, tant sur les scènes nationale qu’internationale, pour dénoncer des situations de violation de droits de la personne. Elle mène des activités d’information, de formation, de sensibilisation visant à faire connaître le plus largement possible les enjeux de droits pouvant se rapporter à l’ensemble des aspects de la vie en société.